# Copa dos Campeões da NORCECA de Voleibol Feminino
A Copa dos Campeões da NORCECA de Voleibol Feminino é um torneio de seleções de voleibol da América do Norte, América Central e Caribe, organizado a cada quatro anos pela Confederação da América do Norte, Central e Caribe de Voleibol (NORCECA).

## Histórico
A primeira edição do torneio ocorreu em 2015, em Cuba. A seleção dominicana conquistou o título inaugural em cima da seleção anfitriã e garantiu vaga para a Copa do Mundo de 2015.

## Quadro de medalhas
| Ordem | País                 | Medalha de ouro | Medalha de prata | Medalha de bronze | Total |
| ----- | -------------------- | --------------- | ---------------- | ----------------- | ----- |
| 1     | República Dominicana | 1               | 1                | 0                 | 2     |
| 2     | Estados Unidos       | 1               | 0                | 0                 | 1     |
| 3     | Cuba                 | 0               | 1                | 0                 | 1     |
| 4     | Canadá               | 0               | 0                | 1                 | 1     |
| 4     | Porto Rico           | 0               | 0                | 1                 | 1     |